# Антимонид галлия
Антимони́д га́ллия (стибид галлия) — химическое соединение галлия и сурьмы. Химическая формула — GaSb. Представляет собой светло-серые кристаллы с металлическим блеском.

## Свойства
- S°298: 76,17 Дж/(моль·К)
- Подвижность электронов: 4000 см²/(В·с)
- Подвижность дырок: 800 см²/(В·с)
- Эффективная масса электронов проводимости: me = 0,067m0 (где m0 — масса свободного электрона)
- Эффективная масса дырок валентной зоны: me = 0,45m0 (где m0 — масса свободного электрона)

Антимонид галлия устойчив на воздухе и в воде, медленно взаимодействует с минеральными кислотами и концентрированными растворами щелочей. Прямозонный полупроводник группы AIIIBV с шириной запрещённой зоны 0,726 эВ при 300 K. Используется для создания светодиодов, работающих в инфракрасной области спектра, туннельных диодов.

## Получение
Получают GaSb сплавлением Ga с 5%-ным избытком Sb в атмосфере Н2, в кварцевых или графитовых контейнерах, после чего GaSb гомогенизируют зонной плавкой.